# 邓薇
邓薇（1993年2月14日—），福建三明人，中国女子举重队员。

## 个人经历
- 2006年福建省运会，女子举重53公斤级的冠军；2008年的全国冠军赛，58公斤级的抓举和总成绩的冠军。
- 2009年1月份，邓薇进入国家队，在当年5月份全国举重锦标赛上，邓薇拿到了抓举、挺举和总成绩的三个冠军。
- 2010年新加坡青少年奥林匹克运动会女子58公斤级举重金牌得主。
- 2011年国际举重超级大奖赛女子58公斤级冠军。2012年全国女子举重锦标赛58公斤级亚军。
- 2015年11月26日，举重世锦赛女子63公斤级，中国选手邓薇，以抓举113公斤，挺举146公斤，总成绩259公斤包揽该级别全部三枚金牌，其中挺举打破世界纪录。
- 2016年8月9日，里约奥运会上以262公斤(抓举115公斤，挺举147公斤)获得女子63公斤级金牌，创造了总成绩和挺举新的世界纪录。这是继2000年陈晓敏之后，时隔16年中国队在女子63公斤级上再次夺冠。[1]